# The Mighty Ducks (série de filmes)
The Mighty Ducks (Br: Nós Somos os Campeões) é uma trilogia da franquia norte-americana de filmes lançados na década de 1990 pela Walt Disney Pictures, uma série de televisão animada, uma série de televisão que é uma seqüência e um time real de hóquei da National Hockey League. Os filmes giram em torno de um time de hóquei no gelo de Twin Cities, composto por jovens jogadores que se mantêm juntos em vários desafios. Apesar das críticas negativas dos críticos de cinema, o sucesso comercial da trilogia pavimentou o caminho para a expansão da franquia.
A franquia tem diversos lançamentos em outras mídias, incluindo parques temáticos e atrações de hotéis.

## Filmes
| Filme              | Lançamento nos EUA   | Diretor          | Roteiro                      | História                        | Produção                  |
| ------------------ | -------------------- | ---------------- | ---------------------------- | ------------------------------- | ------------------------- |
| The Mighty Ducks   | 2 de outubro de 1992 | Stephen Herek    | Steven Brill                 | Steven Brill                    | Jon Avnet e Jordan Kerner |
| The Mighty Ducks 2 | 25 de março de 1994  | Sam Weisman      | Steven Brill                 | Steven Brill                    | Jon Avnet e Jordan Kerner |
| The Mighty Ducks 3 | 4 de outubro de 1996 | Robert Lieberman | Steven Brill e Jim Burnstein | Kenneth Johnson e Jim Burnstein | Jon Avnet e Jordan Kerner |

### Nós Somos os Campeões
"Depois de ser preso por dirigir alcoolizado, o advogado Gordon Bombay é condenado a 500 horas de serviço comunitário e tem que treinar uma equipe de hóquei infantil. Primeiramente, o coração de Gordon não está em seu trabalho, mas logo ele descobre que está recuperando seu espírito competitivo e empurrando os Ducks para se tornar uma equipe a ser reconhecida."

### Nós Somos os Campeões 2
"A competição internacional de uma liga juvenil de hóquei é realizada em Los Angeles, e o treinador Gordon Bombay é escolhido para liderar a equipe dos Estados Unidos. Ele reúne os "Mighty Ducks", formada por adolescentes desajustados que ele treinou uma vez para a vitória. Agora, o grosseiro promotor de esportes Tibbles quer que o Ducks ganhe dinheiro com a fama em vez de só treinarem."

### Nós Somos os Campeões 3
"Depois de ter atingido o mínimo de fama em suas aventuras anteriores, todos os membros do poderoso time de hóquei, "Mighty Ducks", recebem bolsas de estudo para uma prestigiosa escola preparatória. Porém, eles precisam jogar com os uniformes da escola e renunciar ao seu estilo exuberante para a abordagem mais disciplinada do seu novo treinador, Ted Orion."

## Televisão

### Os Super Patos(desenho animado)
Mighty Ducks: The Animated Series, exibido na American Broadcasting Company com uma temporada de 26 episódios, de 1996-1997. Criado em uma colaboração entre Marty Isenberg, Robert N. Skir e David Wise, o desenho foi exibido regularmente durante o bloco Disney Afternoon. A série se passa em um universo antropomórfico alternativo futurístico e segue as aventuras de super-heróis patos humanóides. No Brasil, foi exibido pelo SBT, no programa Disney CRUJ.

### Virando o Jogo dos Campeões
Em janeiro de 2018, foi anunciado que uma série de televisão baseada nos filmes originais estava nos estágios iniciais de desenvolvimento na ABC Signature Studios, com o roteirista Steven Brill e o produtor Jordan Kerner sendo incluídos na série. Em fevereiro do mesmo ano, foi anunciado que a série estava sendo criada como conteúdo exclusivo para o serviço de streaming Disney+.
Em novembro de 2019, a trama foi anunciada para girar em torno de um menino de 13 anos - cuja mãe o ajuda a montar um novo time, encontrar um treinador e construir um rinque onde eles possam jogar - quando ele é expulso da divisão júnior da equipe de hóquei dos Mighty Ducks. Em fevereiro de 2020, foi anunciado que Emilio Estevez iria repetir seu papel como treinador Gordon Bombay na série. A produção da série estava originalmente programada para fevereiro de 2020, com a fotografia principal ocorrendo em Vancouver, Colúmbia Britânica, Canadá. Em agosto de 2020, foi anunciado que as filmagens poderiam começar oficialmente depois que a Disney TV Studios fez um acordo com os sindicatos da Colúmbia Britânica para testar o elenco e os membros da equipe para a pandemia de COVID-19 em andamento. A série estreou em 26 de março de 2021.

## Elenco e personagens
| Personagens                       | The Mighty Ducks       | D2: The Mighty Ducks   | D3: The Mighty Ducks   | Mighty Ducks: The Animated Series | The Mighty Ducks: Game Changers |
| --------------------------------- | ---------------------- | ---------------------- | ---------------------- | --------------------------------- | ------------------------------- |
| Treinador Gordon Bombay           | Emilio Estevez         | Emilio Estevez         | Emilio Estevez         |                                   | Emilio Estevez                  |
| Treinador Ted Orion               |                        |                        | Jeffrey Nordling       |                                   |                                 |
| Charlie Conway                    | Joshua Jackson         | Joshua Jackson         | Joshua Jackson         |                                   |                                 |
| Guy Germaine                      | Garette Ratliff Henson | Garette Ratliff Henson | Garette Ratliff Henson |                                   | Garette Ratliff Henson          |
| Connie "the Velvet Hammer" Moreau | Marguerite Moreau      | Marguerite Moreau      | Marguerite Moreau      |                                   | Marguerite Moreau               |
| Fulton Reed                       | Elden Henson           | Elden Henson           | Elden Henson           |                                   | Elden Henson                    |
| Lester Averman                    | Matt Doherty           | Matt Doherty           | Matt Doherty           |                                   | Matt Doherty                    |
| Greg Goldberg                     | Shaun Weiss            | Shaun Weiss            | Shaun Weiss            |                                   |                                 |
| Adam "Cake Eater" Banks           | Vincent Larusso        | Vincent Larusso        | Vincent Larusso        |                                   | Vincent Larusso                 |
| Terry Hall                        | Jussie Smollett        |                        |                        |                                   |                                 |
| Tommy Duncan                      | Danny Tamberelli       |                        |                        |                                   |                                 |
| Tammy Duncan                      | Jane Plank             |                        |                        |                                   |                                 |
| Dave Karp                         | Aaron Schwartz         |                        |                        |                                   |                                 |
| Peter Mark                        | J.D. Daniels           |                        |                        |                                   |                                 |
| Jesse Hall                        | Brandon Quintin Adams  | Brandon Quintin Adams  |                        |                                   |                                 |
| Casey Conway                      | Heidi Kling            |                        | Heidi Kling            |                                   |                                 |
| Hans                              | Joss Ackland           |                        | Joss Ackland           |                                   |                                 |
| Jan                               |                        | Jan Rubeš              |                        |                                   |                                 |
| Julie "The Cat" Gaffney           |                        | Colombe Jacobsen       | Colombe Jacobsen       |                                   |                                 |
| Dwayne Robertson                  |                        | Ty O'Neal              | Ty O'Neal              |                                   |                                 |
| Ken "Little Bash Brother" Wu      |                        | Justin Wong            | Justin Wong            |                                   | Justin Wong                     |
| Dean Portman                      |                        | Aaron Lohr             | Aaron Lohr             |                                   |                                 |
| Luis Mendoza                      |                        | Mike Vitar             | Mike Vitar             |                                   |                                 |
| Russell "Russ" Tyler              |                        | Kenan Thompson         | Kenan Thompson         |                                   |                                 |
| Wildwing Flashblade               |                        |                        |                        | Ian Ziering                       |                                 |
| Nosedive Flashblade               |                        |                        |                        | Steve Mackall                     |                                 |
| Duke L'Orange                     |                        |                        |                        | Jeff Bennett                      |                                 |
| Mallory McMallard                 |                        |                        |                        | Jennifer Hale                     |                                 |
| Tanya Vanderflock                 |                        |                        |                        | April Winchell                    |                                 |
| Check "Grin" Hardwing             |                        |                        |                        | Brad Garrett                      |                                 |
| Canard Thunderbeak                |                        |                        |                        | Townsend Coleman                  |                                 |
| Evan                              |                        |                        |                        |                                   | Brady Noon                      |
| Alex                              |                        |                        |                        |                                   | Lauren Graham                   |
| Nick Gaines                       |                        |                        |                        |                                   | Maxwell Simkins                 |
| Sofi Hudson-Batra                 |                        |                        |                        |                                   | Swayam Bhatia                   |
| Maya                              |                        |                        |                        |                                   | Taegen Burns                    |
| Lauren Gibby                      |                        |                        |                        |                                   | Bella Higginbotham              |
| Jordan "Koob" Koobler             |                        |                        |                        |                                   | Luke Islam                      |
| Logan                             |                        |                        |                        |                                   | Kiefer O'Reilly                 |
| Adib "Sam" Samitar                |                        |                        |                        |                                   | De'Jon Watts                    |
| Daryl "Coach T" Tingman           |                        |                        |                        |                                   | Dylan Playfair                  |
| Stephanie                         |                        |                        |                        |                                   | Julee Cerda                     |

### Participações de jogadores da NHL
- The Mighty Ducks - Mike Modano e Basil McRae.
- D2: The Mighty Ducks - Chris Chelios, Cam Neely, Luc Robitaille e Wayne Gretzky.
- D3: The Mighty Ducks - Paul Kariya, que na época, também havia sido capitão do Mighty Ducks of Anaheim.

### Lista do time fictício
A seguir está a lista de jogadores fictícios da equipe. São fornecidos os números das camisas, posições de jogo e indicação de suas participações em filmes.
| N. | Jogador                | Cidade natal      | Posição      | D1  | D2  | D3  |
| -- | ---------------------- | ----------------- | ------------ | --- | --- | --- |
| 00 | Guy Germaine           | St. Paul, MN      | A (atacante) | Sim | Sim | Sim |
| 1  | Terry Hall             | Minneapolis, MN   | A            | Sim | N   | N   |
| 2  | Tommy Duncan           | Minneapolis, MN   | D (defensor) | Sim | N   | N   |
| 4  | Lester Averman         | Brooklyn Park, MN | A            | Sim | Sim | Sim |
| 5  | Tammy Duncan           | Minneapolis, MN   | A            | Sim | N   | N   |
| 6  | Julie Gaffney          | Bangor, ME        | G (goleiro)  | N   | Sim | Sim |
| 7  | Dwayne Robertson       | Austin, TX        | A            | N   | Sim | Sim |
| 9  | Jesse Hall             | Minneapolis, MN   | A            | Sim | Sim | N   |
| 11 | Dave Karp              | Minneapolis, MN   | D            | Sim | N   | N   |
| 16 | Ken Wu                 | San Francisco, CA | A            | N   | Sim | Sim |
| 18 | Connie Moreau          | Minneapolis, MN   | A            | Sim | Sim | Sim |
| 21 | Dean Portman           | Chicago, IL       | D            | N   | Sim | Sim |
| 22 | Luis Mendoza           | Miami, FL         | A            | N   | Sim | Sim |
| 24 | Peter Mark             | Minneapolis, MN   | D            | Sim | N   | N   |
| 33 | Greg Goldberg          | Filadélfia, PA    | G/D          | Sim | Sim | Sim |
| 44 | Fulton Reed            | Stillwater, MN    | D/A          | Sim | Sim | Sim |
| 56 | Russ Tyler             | Los Angeles, CA   | D            | N   | Sim | Sim |
| 96 | Capitão Charlie Conway | Minneapolis, MN   | A            | Sim | Sim | Sim |
| 99 | Adam Banks             | Edina, MN         | A            | Sim | Sim | Sim |

## Equipe de produção adicional
| Filme                | Crew/Detail      | Crew/Detail           | Crew/Detail                | Crew/Detail                                                                  | Crew/Detail                       | Crew/Detail | Crew/Detail          |
| Filme                | Compositor       | Diretor de fotografia | Editor(es)                 | Produtoras                                                                   | Compainha de distribuição         | Duração     | Classificação etária |
| -------------------- | ---------------- | --------------------- | -------------------------- | ---------------------------------------------------------------------------- | --------------------------------- | ----------- | -------------------- |
| The Mighty Ducks     | David Newman     | Thomas Del Ruth       | Larry Brock e John F. Link | Walt Disney Pictures, Avnet/Kerner Productions, Touchwood Pacific Partners 1 | Buena Vista Pictures Distribution | 1hr 44mins  | Livre                |
| D2: The Mighty Ducks | J. A. C. Redford | Mark Irwin            | John F. Link e Eric Sears  | Walt Disney Pictures, Avnet/Kerner Productions                               | Buena Vista Pictures              | 1hr 46mins  | Livre                |
| D3: The Mighty Ducks | J. A. C. Redford | David Hennings        | Patrick Lussier            | Walt Disney Pictures, Avnet/Kerner Productions                               | Buena Vista Pictures              | 1hr 44mins  | Livre                |

## Recepção

### Box office
| Filme                | Box office       | Box office         | Box office   | Box office ranking | Box office ranking | Orçamento      | Renda total    | Ref.        |
| Filme                | America do Norte | Outros territórios | Mundial      | America do Norte   | Mundial            | Orçamento      | Renda total    | Ref.        |
| -------------------- | ---------------- | ------------------ | ------------ | ------------------ | ------------------ | -------------- | -------------- | ----------- |
| The Mighty Ducks     | $50,752,337      | not available      | $50,752,337  | #1,702             | #2,715             | $10,000,000    | $40,752,337    | [ 7 ] [ 8 ] |
| D2: The Mighty Ducks | $45,604,206      | not available      | $45,604,206  | #1,890             | #2,933             | not available  | not calculable | [ 9 ]       |
| D3: The Mighty Ducks | $22,936,273      | not available      | $22,936,273  | #3,308             | #4,537             | not available  | not calculable | [ 10 ]      |
| Total                | Total            | Total              | $119,292,816 | x̄ #2,300           | x̄ #3,395           | não calculável | não calculável |             |

### Crítica e resposta do público
| Film                 | Rotten Tomatoes  | Metacritic          | CinemaScore |
| -------------------- | ---------------- | ------------------- | ----------- |
| The Mighty Ducks     | 24% (30 reviews) | 46/100 (18 reviews) | A           |
| D2: The Mighty Ducks | 20% (15 reviews) | —                   | A           |
| D3: The Mighty Ducks | 20% (15 reviews) | —                   | A-          |

### Legado
A franquia The Mighty Ducks se tornou um clássico cult. Vários atletas profissionais expressaram seu carinho pela franquia, com J. J. Watt do Houston Texans' (NFL) e Bryce Harper do Philadelphia Phillies (MLB) entre os fãs da trilogia.